# Vlag van Brecht
De vlag van Brecht werd door de gemeenteraad op 13 december 1990 officieel vastgesteld als de gemeentelijke vlag van de Antwerpse gemeente Brecht. Op 1 oktober 1991 werd hij door het Bestuur van Vlaanderen bevestigd en uiteindelijk gepubliceerd op 4 januari 1995 in het officiële Belgisch Staatsblad.
Officieel wordt de vlag beschreven als:
Drie even lange banen van blauw, van geel en van blauw.
De kleuren zijn ontleend aan het gemeentewapen en de drie strepen verwijst aan de drie voormalige gemeenten.

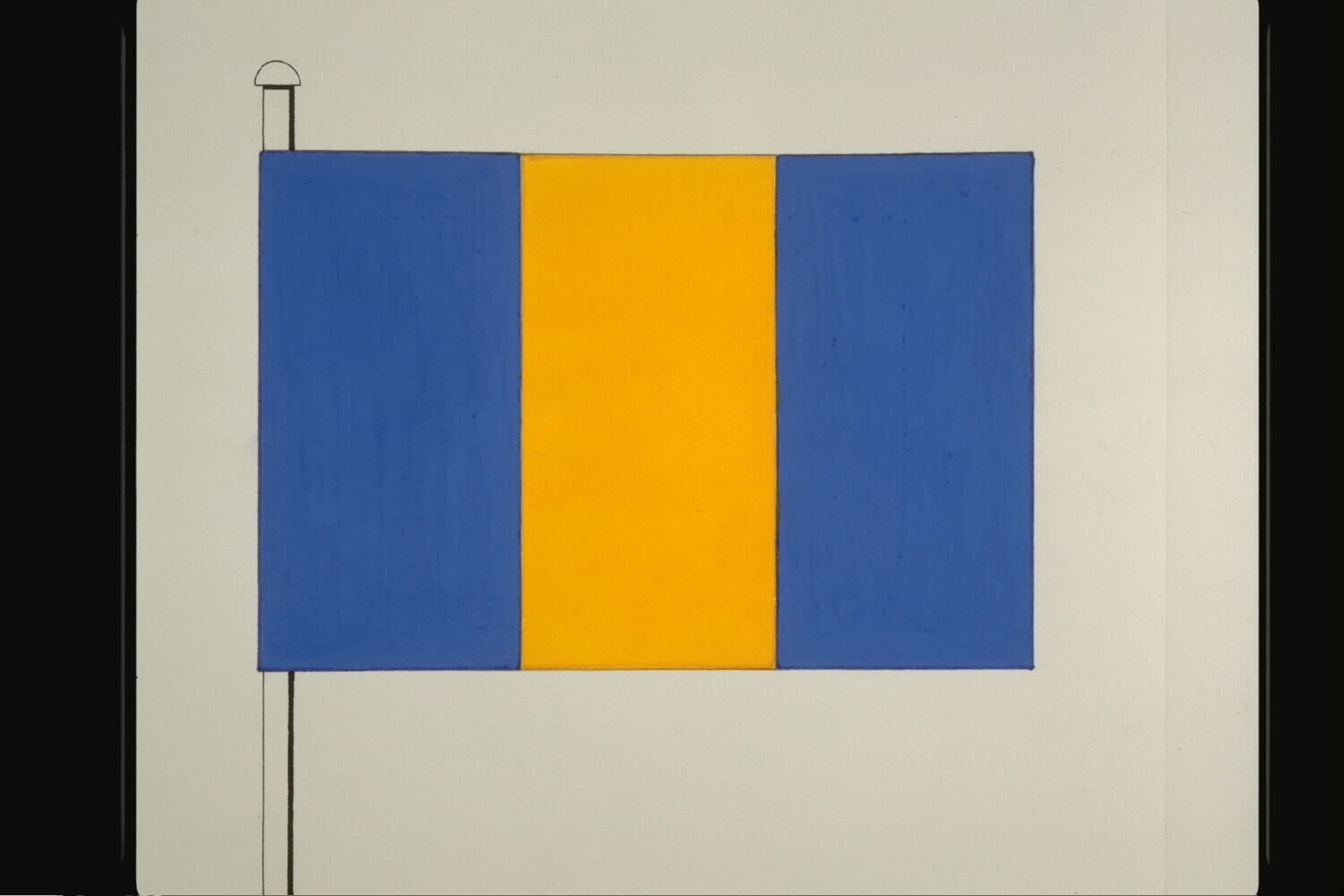
Officiële tekening van de vlag